# Trần Lý (Đại Hán)
Trần Lý (chữ Hán: 陳理, Hàn văn: 진이, 1351 - 1408) hay Trần Hữu Lý (chữ Hán: 陳友理, Hàn văn: 진우이) là một lĩnh tụ quân phiệt thời Nguyên mạt. Ông là thứ nam của sứ quân Trần Hữu Lượng.

## Tiểu sử
Trần Lý nguyên là thứ nam, nên chỉ được Trần Hữu Lượng ban phong hoàng tử. Nhưng sau khi thái tử Trần Thiện bị sứ quân Chu Nguyên Chương bắt giết và phụ hoàng Trần Hữu Lượng trúng tên chết cùng trong trận hồ Bà Dương (30 tháng 8 - 4 tháng 10 năm 1363), thuộc hạ Trương Định Biên cùng những người còn đang ở Vũ Xương vội vàng tôn lập Trần Lý làm tân chúa, cải niên hiệu thành Đức Thọ (德壽). Sang năm sau, Chu Nguyên Chương đem quân tấn công và hạ được thành Vũ Xương nhằm tháng 2, Lý phải quy hàng. Chu Nguyên Chương chuẩn thuận, lại phong cho Lý tước Quy Đức hầu (归德侯), đem về Kim Lăng quản thúc.
Tuy nhiên, theo Triều Tiên vương triều thực lục, do bản tính đa nghi mà Minh Thái Tổ không thực an tâm về vị thế của Lý, nên đã hạ chiếu trục xuất ông ta khỏi Đại Minh. Đó là vào năm 1372, Lý bất đắc dĩ phải đưa mẹ chạy sang Cao Ly cư ngụ. Còn theo Dung Trai tùng thoại, Trần Lý cùng với Minh Thăng (con của Minh Ngọc Trân) được triều đình Cao Ly đối đãi rất tử tế, bất chấp lệnh cấm dung nạp bọn họ của nhà Minh. Năm 1408, Trần Lý tạ thế ở Khai Thành.

## Giai thoại
| “                            | Khi Thái Tổ Cao hoàng đế đánh Thục Hán và dẹp loạn, con trai của ngụy chủ Minh Ngọc Trân tên là Minh Thăng và con trai của Trần Hữu Lượng tên là Trần Lý đều bị đuổi mà chạy sang nước ta. Lúc ấy, Minh Thái Tổ ban chiếu thư rằng: "Không cho chúng làm quan và cũng không cho chúng làm dân". Nhưng nước ta vẫn cấp cho họ một căn nhà lá cùng những nô tì để họ có cuộc sống thoải mái. Thăng nối nghiệp cha mình là Ngọc Trân và xưng đế, đến năm lên chín tuổi thì bị đuổi bắt và phải chạy sang nước ta. Mẹ của Thăng từng làm hoàng thái hậu, hôm nào bà cũng đợi đến tối để nhìn lên trời và than thở: "Trời ơi, trời hỡi ! Ông khiến cho tôi phải chuyển đến sống ở nơi này, làm tôi thành ra tội đồ của muôn dân nước Thục. Đại Thần và Đại Minh thông đồng với nhau, binh sĩ của chúng tôi chỉ cố gắng ngăn chặn được hướng Đông, sau đó chúng tôi dẫn binh sĩ nhằm hướng Nam, để rồi cuối cùng chúng tôi bị trừng diệt". Lúc bấy giờ, vua Thái Tông đem y phục của hoàng hậu từ nước Minh về, nhưng trong cung không có ai biết mặc thế nào. Vì thế, triều đình phải mời mẹ của Thăng vào cung dạy cho mọi người biết cách mặc y phục của hoàng hậu nước Minh. Cháu nội của Thăng làm quan Lục sự nhưng anh ta rất đần độn. Quan Xạ văn Chính Công bấy giờ lên làm tể tướng. Chính Công từng bảo quan Lục sự rằng: "Ông nội của anh xưa kia là hoàng đế Đại Thục nhưng không may bị diệt vong. Nhưng dù lúc đó ông ta không bị diệt vong thì đến đời anh cũng bị diệt vong". Hiện nay, con cháu của dòng họ Minh là những người sống ở Khai Thành. Tôi đã từng xem chân dung của Minh chủ, dung mạo của ngài rất đĩnh đạc và có bộ râu đẹp như tranh vẽ, móng tay của ngài rất dài vì không cắt. Còn Trần Lý không có con trai nên chỉ còn cháu ngoại. Tôi đã từng thấy cháu ngoại của Trần Lý là Tào Công có chiếc khăn tay bằng gấm thêu hoa ngũ sắc. Đó là di vật gợi nhớ cuộc sống hào hoa thuở trước. 太祖高皇帝討平蜀漢。僞主明玉珍之子昇。陳友諒之子理。皆流于我國。詔曰。不做官不做民。我國給茅舍臧獲。俾安接之。昇承玉珍之後稱帝。年九歲。見擒到我國。昇母曾爲皇太后者。每夜祝手向天曰。天乎天乎。使我播遷。專是蜀大臣之罪。大臣與大明相通。我兵專務拒東。而引兵從西南而入。故遂至於亡耳。太崇朝王妃冠服。自大明而來。宮中不知被荷之術。昇母入宮指敎。然後乃得知之。昇之孫有屬錄事者。庸劣莫甚。斯文正公時爲左相。謂錄事曰。子之祖父。爲大蜀皇帝。不幸而亡。假令其時不亡。至於子之身當亡矣。至今明氏苗裔。有居開城者。余嘗見明主之像。容皃端正。鬚髥如畫。爪指不翦而長。陳理無子。只有外孫。余嘗從外孫曹公。見所藏刺繡文錦。想其時豪猾之遺物也。 | ” |
| — Trích Dung Trai tùng thoại | |   |

## Tông thất
- Trần Hữu Lượng (cha)
- Trần Thiện (anh)
- Tào Công (cháu ngoại)